# Xander van der Wulp
Alexander Sebastiaan (Xander) van der Wulp (Delft, 11 oktober 1974) is een Nederlandse politiek verslaggever en duider en werkt al zijn hele carrière voor de NOS. Per 1 april 2025 wordt hij hoofdredacteur van NOS Sport.

## Biografie
Van der Wulp verrichtte op zestienjarige leeftijd al zijn eerste werkzaamheden voor de NOS. Zijn vader Gerard van der Wulp was in die periode hoofdredacteur van het NOS Journaal. Hij studeerde Communicatie aan de Universiteit Utrecht. Tijdens zijn studie kwam Van der Wulp te werken bij de NOS in verschillende functies op de redactie, in de regieruimte en bij productie. Daarna ging hij voor zijn afstuderen stage lopen bij CNN in Washington, terwijl hij ook werkzaam bleef bij NOS.
In 2000 kwam Van der Wulp fulltime in dienst bij de NOS. Voordat hij in 2008 politiek verslaggever in Den Haag werd, was hij onder andere buitenlandredacteur, eindredacteur televisie en hoofd van de 24 uurs-redactie (internet, teletekst en het radionieuws).
Vanaf 1 januari 2014 is Van der Wulp de politiek duider voor de ochtend- en middagjournaals van de NOS en is hij vaste vervanger van Ron Fresen, die deze functie voor de avondjournaals vervulde. Vanaf 1 mei 2022 werd Van der Wulp de vaste politiek duider van het NOS avondjournaal. Hij volgde Ron Fresen op die vertrok bij het NOS journaal. 
Samen met Joost Vullings maakt Van der Wulp de podcast De Stemming van Vullings en Van der Wulp waarin zij elke vrijdag de Haagse week doornemen met analyses, geruchten en voorspellingen over de politiek. Hij werd hier in 2025 opgevolgd door Marleen de Rooy.
Vanaf de aanloop van de Tweede Kamerverkiezingen van 2021 maakte hij samen met Herman van der Zandt en Marleen de Rooy de online serie Rondje Binnenhof. Hierin behandelden ze politieke onderwerpen. Van der Zandt werd in 2023 opgevolgd door Gerri Eickhof.
Op 13 februari 2025 werd bekendgemaakt dat Van der Wulp per 1 april de overstap maakt naar hoofdredacteur bij NOS Sport. Aangezien Eickhof rond die tijd ook stopte vanwege zijn pensioen, kwam de laatste uitzending van Rondje Binnenhof eind maart dat jaar online.

### Bestseller 60
| Boeken met noteringen in de Nederlandse Bestseller 60 | Jaar van verschijnen | Datum van binnenkomst | Hoogste positie | Aantal weken | Opmerkingen                        |
| ----------------------------------------------------- | -------------------- | --------------------- | --------------- | ------------ | ---------------------------------- |
| Het jaar van Caroline, Pieter en Geert                | 2024                 | 17-07-2024            | 33              | 1            | in samenwerking met Joost Vullings |